# Eugen Fischer

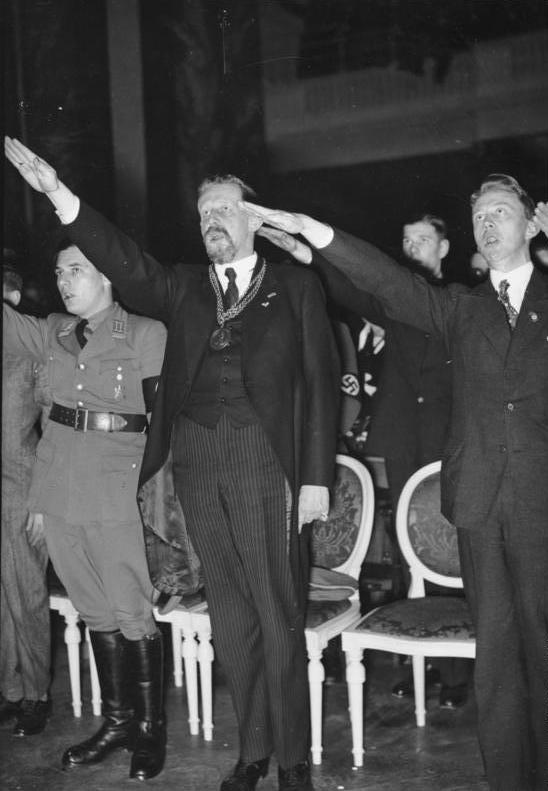
Eugen Fischer (w środku)

Eugen Fischer (ur. 5 lipca 1874 w Karlsruhe, zm. 9 lipca 1967 we Fryburgu Bryzgowijskim) – niemiecki profesor medycyny, antropologii i eugeniki. Współtwórca teorii wyższości „rasy nordyckiej”. Współautor koncepcji eksterminacji Żydów i Romów.

## Życiorys
Urodzony w 1874 r. w Karlsruhe, w południowo-zachodnich Niemczech. Studiował na Uniwersytecie we Fryburgu, gdzie w 1898 r. uzyskał stopień doktora, a w 1900 habilitację z antropologii i anatomii. W latach 1900–1912 wykładał na tym uniwersytecie anatomię.
W 1908 roku Fischer wraz z Fritzem Lenzem i Erwinem Baurem w Niemieckiej Afryce Południowej (obecna Namibia) prowadzili badania nad cechami umysłowymi i fizycznymi u potomstwa osób czarnoskórych i białych. Po stłumieniu powstania plemion afrykańskich na terenie Namibii naukowcy niemieccy prowadzili także badania około 778 głów uciętych jeńcom z plemienia Herero oraz Nama, które posłużyły im jako pomoce naukowe w pseudonaukowych opracowaniach dotyczących teorii i higieny ras. W szczególności badali dzieci niemieckich lub burskich mężczyzn oraz Hotentotek. Niemieccy lekarze stwierdzili zgodnie, że u dzieci tych częściej występują upośledzenia umysłowe. W wyniku ich badań, w 1912 roku zakazano zawierania małżeństw między białymi i czarnymi, które przyczyniać się miały do tzw. „bastardyzacji rasy”.
W latach 1912–1914 wykładał na Uniwersytecie w Würzburgu, a od 1914 ponownie na Uniwersytecie we Fryburgu. Pomiędzy 1918 a 1942 był profesorem antropologii na Uniwersytecie we Fryburgu i na Uniwersytecie Humboldtów w Berlinie. Między 1927 a 1942 był dyrektorem Instytutu Antropologii, Dziedziczności i Eugeniki im. Cesarza Wilhelma (Kaiser-Wilhelm-Instituts für Anthropologie, menschliche Erblehre und Eugenik). W 1932 został przewodniczącym Berlińskiego Towarzystwa Antropologii, Etnologii i Prehistorii (Berliner Gesellschaft für Anthropologie, Ethnologie und Urgeschichte). Od 1933 do 1934 pełnił funkcję rektora Uniwersytetu Humboldtów w Berlinie. Członkostwo w Pruskiej Akademii Nauk uzyskał w 1937.
Zaangażował się po stronie Hitlera. Należał do partii nazistowskiej. Odpowiadał za sformułowanie programu rasowego partii i wdrożenie go w życie, w tym w trakcie Akcji T4. W swoich publikacjach gloryfikował zasady rasowej eugeniki i tępienia ras niższych.
Po wojnie nadal udzielał się naukowo. Od 1951 należał do Berlińsko-Branderburskiej Akademii Nauk, a rok później został honorowym członkiem Niemieckiego Towarzystwa Antropologicznego. Mieszkał we Fryburgu Bryzgowijskim. Poślubił Else Walter, z którą miał troje dzieci. Zmarł w 1967 roku.